# 4491 Отару
4491 Отару (енгл. 4491 Otaru) је астероид главног астероидног појаса са средњом удаљеношћу од Сунца која износи 2,173 астрономских јединица (АЈ).
Апсолутна магнитуда астероида је 13,1.